# Nicole Della Monica
Nicole Della Monica (ur. 3 czerwca 1989 w Trescore Balneario) – włoska łyżwiarka figurowa, startująca w parach sportowych z Matteo Guarise. Czterokrotna uczestniczka igrzysk olimpijskich (2010, 2014, 2018, 2022), medalistka zawodów z cyklu Grand Prix i Challenger Series, brązowa medalistka zimowej uniwersjady (2013) oraz 8-krotna mistrzyni Włoch (2009, 2010, 2016–2021).

## Osiągnięcia

### Pary sportowe

#### Z Matteo Guarise

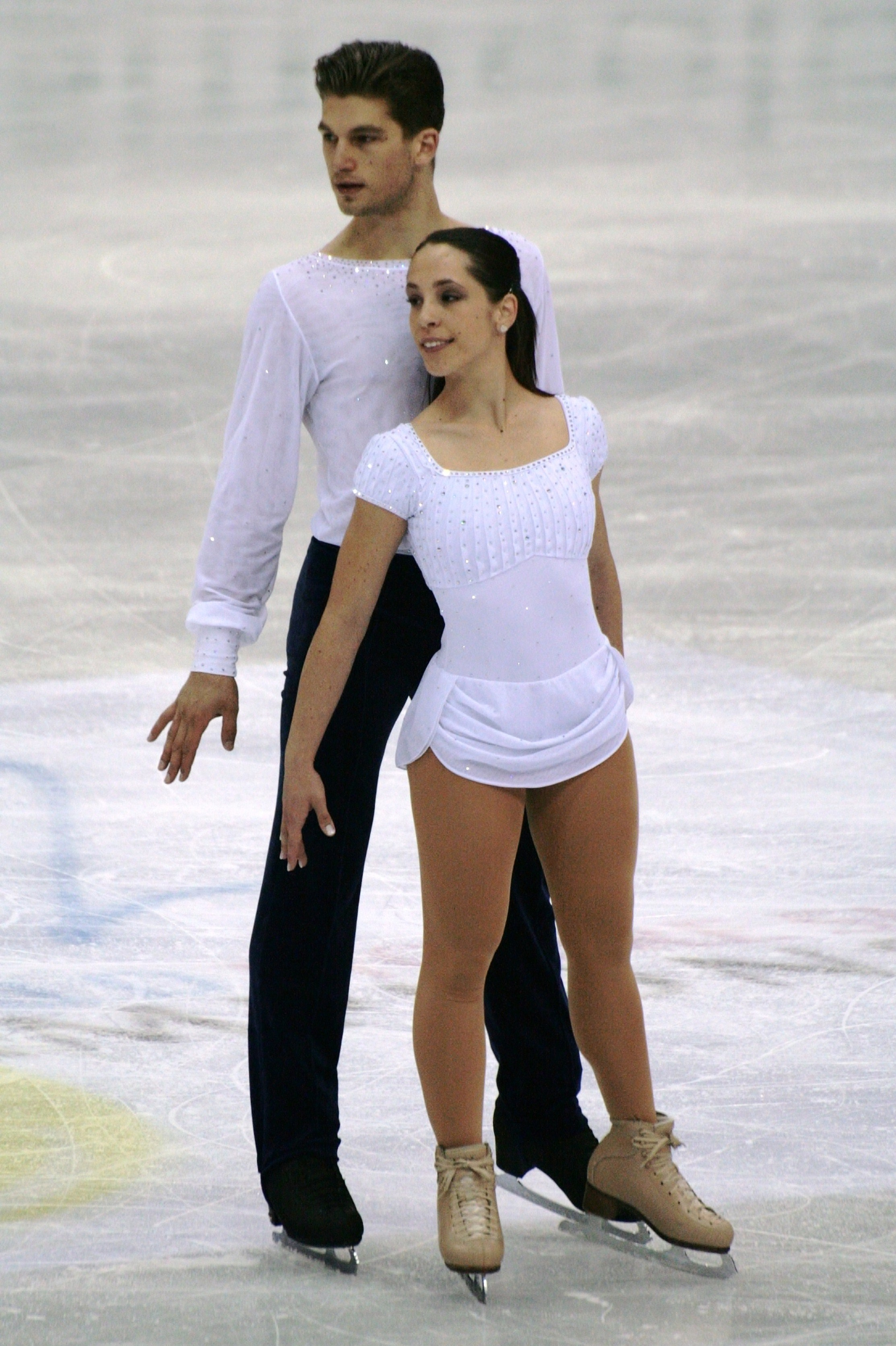
Della Monica i Guarise na mistrzostwach świata 2012

| Zawody                        | 11–12          | 12–13          | 13–14          | 14–15          | 15–16          | 16–17          | 17–18          | 18–19          | 19–20          | 20–21          | 21–22          |                |                |                |                |                |                |
| Międzynarodowe                | Międzynarodowe | Międzynarodowe | Międzynarodowe | Międzynarodowe | Międzynarodowe | Międzynarodowe | Międzynarodowe | Międzynarodowe | Międzynarodowe | Międzynarodowe | Międzynarodowe | Międzynarodowe | Międzynarodowe | Międzynarodowe | Międzynarodowe | Międzynarodowe | Międzynarodowe |
| ----------------------------- | -------------- | -------------- | -------------- | -------------- | -------------- | -------------- | -------------- | -------------- | -------------- | -------------- | -------------- | -------------- | -------------- | -------------- | -------------- | -------------- | -------------- |
| Igrzyska olimpijskie          |                |                | 16             |                |                |                | 10             |                |                |                | 13             |                |                |                |                |                |                |
| Mistrzostwa świata            | 15             | 14             | 16             | 14             | 11             | 13             | 5              | 8              | C              | 8              |                |                |                |                |                |                |                |
| Mistrzostwa Europy            |                | 9              | 8              | 6              | 6              | 8              | 6              | 4              | 4              |                |                |                |                |                |                |                |                |
| GP Finał Grand Prix           |                |                |                |                |                |                |                | 5              |                |                |                |                |                |                |                |                |                |
| GP Gran Premio d’Italia       |                |                |                |                |                |                |                |                |                |                | 4              |                |                |                |                |                |                |
| GP Cup of China               |                |                |                | 5              |                | 5              | 4              |                | 4              |                |                |                |                |                |                |                |                |
| GP NHK Trophy                 |                | 7              |                |                |                |                |                |                | 8              |                |                |                |                |                |                |                |                |
| GP Rostelecom Cup             |                | 7              |                |                |                |                |                | 2              |                |                | 7              |                |                |                |                |                |                |
| GP Skate Canada International |                |                |                |                |                | 6              |                |                |                |                |                |                |                |                |                |                |                |
| GP Internationaux de France   |                |                | 8              | 6              | 5              |                | 3              |                |                | C              |                |                |                |                |                |                |                |
| GP Grand Prix Helsinki        |                |                |                |                |                |                |                | 2              |                |                |                |                |                |                |                |                |                |
| CS Finlandia Trophy           |                |                |                |                |                |                | 2              |                |                |                |                |                |                |                |                |                |                |
| CS Golden Spin Zagrzeb        |                |                |                |                | 6              | 1              |                |                |                |                |                |                |                |                |                |                |                |
| CS Ice Challenge              |                |                |                |                | 3              |                |                |                |                |                |                |                |                |                |                |                |                |
| CS Lombardia Trophy           |                |                |                |                |                | 1              | 2              | 3              |                |                | 1              |                |                |                |                |                |                |
| CS Warsaw Cup                 |                |                |                |                | 2              |                |                |                |                |                |                |                |                |                |                |                |                |
| CS Nebelhorn Trophy           |                |                |                |                |                |                |                |                |                |                | TBD            |                |                |                |                |                |                |
| Bavarian Open                 | 3              |                |                |                |                |                |                |                |                |                |                |                |                |                |                |                |                |
| International Cup of Nice     |                | 3              | 7              | 1              |                |                |                |                |                |                |                |                |                |                |                |                |                |
| Lombardia Trophy              |                |                | 5              |                |                |                |                |                |                |                |                |                |                |                |                |                |                |
| Memoriał Ondreja Nepeli       |                | 3              |                |                |                |                |                |                |                |                |                |                |                |                |                |                |                |
| Mentor Toruń Cup              |                |                |                | 1              |                |                |                |                |                |                |                |                |                |                |                |                |                |
| Zimowa Uniwersjada            |                |                | 3              |                |                |                |                |                |                |                |                |                |                |                |                |                |                |
| Krajowe                       |                |                |                |                |                |                |                |                |                |                |                |                |                |                |                |                |                |
| Mistrzostwa Włoch             | WD             | 2              | 2              | 2              | 1              | 1              | 1              | 1              | 1              | 1              |                |                |                |                |                |                |                |
| Zawody drużynowe              |                |                |                |                |                |                |                |                |                |                |                |                |                |                |                |                |                |
| Igrzyska olimpijskie          |                |                |                |                |                |                | 4 T            |                |                |                |                |                |                |                |                |                |                |
| World Team Trophy             |                |                |                |                |                |                |                | 6 T 3 P        |                | 4 T 4 P        |                |                |                |                |                |                |                |
| Team Challenge Cup            |                |                |                |                | 2 T 5 P        |                |                |                |                |                |                |                |                |                |                |                |                |

#### Z Yannickiem Koconem

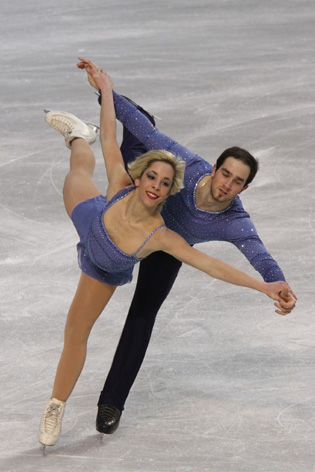
Della Monica i Kocon na mistrzostwach Europy 2010

| Zawody                                | 07–08          | 08–09          | 09–10          | 10–11          |                |                |                |                |                |                |                |                |                |                |                |                |                |
| Międzynarodowe                        | Międzynarodowe | Międzynarodowe | Międzynarodowe | Międzynarodowe | Międzynarodowe | Międzynarodowe | Międzynarodowe | Międzynarodowe | Międzynarodowe | Międzynarodowe | Międzynarodowe | Międzynarodowe | Międzynarodowe | Międzynarodowe | Międzynarodowe | Międzynarodowe | Międzynarodowe |
| ------------------------------------- | -------------- | -------------- | -------------- | -------------- | -------------- | -------------- | -------------- | -------------- | -------------- | -------------- | -------------- | -------------- | -------------- | -------------- | -------------- | -------------- | -------------- |
| Igrzyska olimpijskie                  |                |                | 12             |                |                |                |                |                |                |                |                |                |                |                |                |                |                |
| Mistrzostwa świata                    |                | 18             |                |                |                |                |                |                |                |                |                |                |                |                |                |                |                |
| Mistrzostwa Europy                    |                | 6              | 6              |                |                |                |                |                |                |                |                |                |                |                |                |                |                |
| GP Cup of China                       |                |                |                | 6              |                |                |                |                |                |                |                |                |                |                |                |                |                |
| GP Cup of Russia                      |                |                | 5              |                |                |                |                |                |                |                |                |                |                |                |                |                |                |
| Golden Spin Zagrzeb                   |                | 2              |                | WD             |                |                |                |                |                |                |                |                |                |                |                |                |                |
| International Cup of Nice             |                |                |                | 2              |                |                |                |                |                |                |                |                |                |                |                |                |                |
| NRW Trophy                            |                | 1              | 1              |                |                |                |                |                |                |                |                |                |                |                |                |                |                |
| Międzynarodowe: Kategorie młodzieżowe |                |                |                |                |                |                |                |                |                |                |                |                |                |                |                |                |                |
| Mistrzostwa świata juniorów           | 14             |                |                |                |                |                |                |                |                |                |                |                |                |                |                |                |                |
| Krajowe                               |                |                |                |                |                |                |                |                |                |                |                |                |                |                |                |                |                |
| Mistrzostwa Włoch                     | 1 J            | 1              | 1              | WD             |                |                |                |                |                |                |                |                |                |                |                |                |                |

### Solistki
| Zawody                                | 04–05          | 05–06          | 06–07          |                |                |                |                |                |                |                |                |                |                |                |                |                |                |
| Międzynarodowe                        | Międzynarodowe | Międzynarodowe | Międzynarodowe | Międzynarodowe | Międzynarodowe | Międzynarodowe | Międzynarodowe | Międzynarodowe | Międzynarodowe | Międzynarodowe | Międzynarodowe | Międzynarodowe | Międzynarodowe | Międzynarodowe | Międzynarodowe | Międzynarodowe | Międzynarodowe |
| ------------------------------------- | -------------- | -------------- | -------------- | -------------- | -------------- | -------------- | -------------- | -------------- | -------------- | -------------- | -------------- | -------------- | -------------- | -------------- | -------------- | -------------- | -------------- |
| Merano Cup                            |                |                | 2              |                |                |                |                |                |                |                |                |                |                |                |                |                |                |
| Międzynarodowe: Kategorie młodzieżowe |                |                |                |                |                |                |                |                |                |                |                |                |                |                |                |                |                |
| JGP w Czechach                        |                |                | 6              |                |                |                |                |                |                |                |                |                |                |                |                |                |                |
| JGP w Kanadzie                        |                | 12             |                |                |                |                |                |                |                |                |                |                |                |                |                |                |                |
| JGP w Polsce                          |                | 11             |                |                |                |                |                |                |                |                |                |                |                |                |                |                |                |
| JGP w Serbii                          | 16             |                |                |                |                |                |                |                |                |                |                |                |                |                |                |                |                |
| Dragon Trophy                         |                |                | 2 J            |                |                |                |                |                |                |                |                |                |                |                |                |                |                |
| Olimpijski festiwal młodzieży Europy  |                |                | 2 J            |                |                |                |                |                |                |                |                |                |                |                |                |                |                |
| Krajowe                               |                |                |                |                |                |                |                |                |                |                |                |                |                |                |                |                |                |
| Mistrzostwa Włoch                     | 3              |                | 6              |                |                |                |                |                |                |                |                |                |                |                |                |                |                |